# Sliver: The Best of the Box
Sliver: The Best of the Box je výběrové album americké skupiny Nirvana. Bylo vydáno v listopadu roku 2005. Obsahuje raritní a nevydané písně. Obálku navrhla Kurtova dcera Frances Bean Cobain.

## Seznam skladeb
1. "Spank Thru" – 3:45 (1985, demo Fecal Matter)
2. "Heartbreaker" – 2:59 (březen 1987 v Raymond, Washington)
3. "Mrs. Butterworth" – 4:05 (demo 1987)
4. "Floyd the Barber" – 2:33 (23. ledna 1988 – Tacoma, Washington)
5. "Clean Up Before She Comes" – 3:12 (1988, domácí demo)
6. "About a Girl" – 2:44 (1988, domácí demo)
7. "Blandest" – 3:56 (červen 1988, studio v Seattle, Washington)
8. "Ain't It a Shame" – 2:02 (srpen 1989, studio Seattle, Washington)
9. "Sappy" – 3:33 (leden 1990, studio Seattle, Washington)
10. "Opinion" – 1:35 (25. září 1990, rádio KAOS)
11. "Lithium" – 1:49 (25. září 1990, rádio KAOS)
12. "Sliver" – 2:10 (1990, domácí demo)
13. "Smells Like Teen Spirit" – 5:40 (březen 1991, boombox demo)
14. "Come as You Are" – 4:10 (březen 1991, boombox demo)
15. "Old Age" – 4:21 (květen 1991, původně mělo být na Nevermind)
16. "Oh, the Guilt" – 3:25 (duben 1992, studio v Seattle, Washington
17. "Rape Me" – 3:23 (1991, sólo akustické domácí demo)
18. "Rape Me" – 3:03 (říjen 1992, studio Seattle, Washington)
19. "Heart-Shaped Box" – 5:32 (leden 1993, ve studiu v Rio de Janeiro, Brazílie)
20. "Do Re Mi" – 4:24 (1994, boombox akustické demo)
21. "You Know You're Right" – 2:30 (1994, boombox akustické demo)
22. "All Apologies" – 3:33 (okolo 1992, akustické demo)